# 口鼻音

調音方法

気流の妨害度

阻害音
破裂音
破擦音
摩擦音
共鳴音
ふるえ音
はじき音
接近音

気流の通路
中線音
側面音
口蓋帆の状態
口音
口鼻音
鼻音
気流機構
肺臓気流
吸気音
呼気音

非肺臓気流
放出音
入破音
吸着音

▶ 調音部位

口鼻音（、英: orinasal）は口腔と鼻腔がともに開放された状態で鳴る声である。

## 概要
口鼻音は口腔と鼻腔をともに開放し通気させて出す音である（⇒ #定義）。口腔・鼻腔の片方のみを開放する口音・鼻音と対比される（⇒ #関連語）。口鼻音は調音の観点から口蓋帆の下制と口腔の非閉鎖で特徴づけられ（⇒ #調音）、音響の観点でもエネルギー低下等の特徴がある（⇒ #音響）。いくつかの言語では口鼻音が音素として用いられている（⇒ #音素）。

## 定義
鼻音は声の一種であり、口腔が開放され喉頭側から外界へ通じており、かつ、鼻腔が開放され喉頭側から外界へ通じている状態で発音されたものである。

### 関連語

#### 口音と鼻音
口音と鼻音は口鼻音と関連する別の概念である。口音は口腔のみが、鼻音は鼻腔のみが通じた状態で鳴る音であり、口鼻音はこれら2つのあだいに位置づけられる。

## 調音

### 口蓋帆の下制
口鼻音は口蓋帆の下制を伴う。
生理状態の鼻腔は外界側へ常に開いており、逆に喉頭側は口蓋帆の下制・挙上で開閉制御されている。口鼻音はその定義から鼻腔が必ず開放されているため、口鼻音を発音するためには口蓋帆が必ず下制される。

## 音響
口鼻音は口音および鼻音と区別される音響的特徴をもつ。

### エネルギーの低下
口鼻音は口音と比較してエネルギーが低下する。
口鼻音では気流が口腔と鼻腔に分かれて外界へ放出される。このとき鼻腔はその出口の狭さからエネルギーの多くを放射できない。そのため音源エネルギーのうち鼻腔へ行った分の一部が消費され、結果として音波全体のエネルギーが低下する。

## 音素
口鼻音はいくつかの言語で音素として利用される。

### 鼻母音
鼻母音（、英: nasal vowel）は口鼻音として発される母音である。
口鼻音を音素とする（=鼻母音をもつ）言語は多数派ではないが存在する。一例としてフランス語、ポルトガル語、ポーランド語、上海語、閩南語が挙げられる。